# Municipio de Optimus
El municipio de Optimus (en inglés: Optimus Township) es un municipio ubicado en el condado de Stone en el estado estadounidense de Arkansas. En el año 2010 tenía una población de 201 habitantes y una densidad poblacional de 1,65 personas por km².

## Geografía
El municipio de Optimus se encuentra ubicado en las coordenadas 36°2′38″N 92°8′51″O / 36.04389, -92.14750. Según la Oficina del Censo de los Estados Unidos, el municipio tiene una superficie total de 121.7 km², de la cual 119,32 km² corresponden a tierra firme y (1,95 %) 2,38 km² es agua.

## Demografía
Según el censo de 2010, había 201 personas residiendo en el municipio de Optimus. La densidad de población era de 1,65 hab./km². De los 201 habitantes, el municipio de Optimus estaba compuesto por el 98,51 % blancos, el 1 % eran amerindios, el 0,5 % eran isleños del Pacífico. Del total de la población el 0 % eran hispanos o latinos de cualquier raza.